# Romont (Vosges)
Romont és un municipi francès, situat al departament dels Vosges i a la regió del Gran Est. L'any 2007 tenia 359 habitants.

## Demografia

### Població
El 2007 la població de fet de Romont era de 359 persones. Hi havia 131 famílies, de les quals 30 eren unipersonals (17 homes vivint sols i 13 dones vivint soles), 38 parelles sense fills, 59 parelles amb fills i 4 famílies monoparentals amb fills.
La població ha evolucionat segons el següent gràfic:
Habitants censats

### Habitatges
El 2007 hi havia 148 habitatges, 131 eren l'habitatge principal de la família, 8 eren segones residències i 9 estaven desocupats. 136 eren cases i 12 eren apartaments. Dels 131 habitatges principals, 109 estaven ocupats pels seus propietaris, 18 estaven llogats i ocupats pels llogaters i 4 estaven cedits a títol gratuït; 1 tenia una cambra, 2 en tenien dues, 10 en tenien tres, 19 en tenien quatre i 98 en tenien cinc o més. 108 habitatges disposaven pel capbaix d'una plaça de pàrquing. A 49 habitatges hi havia un automòbil i a 66 n'hi havia dos o més.

### Piràmide de població
La piràmide de població per edats i sexe el 2009 era:
| Homes | Edats   | Dones |
| ----- | ------- | ----- |
| 0     | 95 o +  | 0     |
| 0     | 90 a 94 | 0     |
| 4     | 85 a 89 | 8     |
| 0     | 80 a 84 | 0     |
| 4     | 75 a 79 | 4     |
| 4     | 70 a 74 | 8     |
| 16    | 65 a 69 | 8     |
| 0     | 60 a 64 | 12    |
| 4     | 55 a 59 | 4     |
| 8     | 50 a 54 | 4     |
| 16    | 45 a 49 | 16    |
| 12    | 40 a 44 | 12    |
| 20    | 35 a 39 | 8     |
| 0     | 30 a 34 | 12    |
| 16    | 25 a 29 | 8     |
| 12    | 20 a 24 | 4     |
| 20    | 15 a 19 | 16    |
| 20    | 10 a 14 | 4     |
| 12    | 5 a 9   | 24    |
| 8     | 0 a 4   | 8     |

## Economia
El 2007 la població en edat de treballar era de 225 persones, 160 eren actives i 65 eren inactives. De les 160 persones actives 137 estaven ocupades (86 homes i 51 dones) i 23 estaven aturades (14 homes i 9 dones). De les 65 persones inactives 18 estaven jubilades, 9 estaven estudiant i 38 estaven classificades com a «altres inactius».

### Ingressos
El 2009 a Romont hi havia 135 unitats fiscals que integraven 351 persones, la mediana anual d'ingressos fiscals per persona era de 16.410 €.

### Activitats econòmiques
Dels 9 establiments que hi havia el 2007, 2 eren d'empreses de construcció, 1 d'una empresa de comerç i reparació d'automòbils, 2 d'empreses de transport, 1 d'una empresa d'hostatgeria i restauració, 1 d'una empresa immobiliària i 2 d'empreses de serveis.
Dels 2 establiments de servei als particulars que hi havia el 2009, 1 era un paleta i 1 electricista.
L'any 2000 a Romont hi havia 7 explotacions agrícoles.

## Equipaments sanitaris i escolars
El 2009 hi havia una escola maternal integrada dins d'un grup escolar amb les comunes properes formant una escola dispersa.

## Poblacions més properes
El següent diagrama mostra les poblacions més properes.